# 坎塔加約 (玻利瓦省)
坎塔加約是哥倫比亞的城鎮，位於該國北部，由玻利瓦省負責管轄，距離首府卡塔赫納680公里，始建於1938年，面積669平方公里，海拔高度24米，2005年人口7,839。